# نارانجیلا
نارانجیلا (نام علمی: Solanum quitoense) نام یک گونه از سرده بادنجان است که گیاهی علفی یا درختچه‌ای به ارتفاع حدود ۲٫۵ متر با ساقه‌های ضخیم که با افزایش سن گیاه چوبی می‌شود، می‌باشد. گونه‌های خودرو و وحشی این گیاهان دارای خار و گونه‌های اهلی شده بدون خار می‌باشند.